# Octomeria caetensis
Octomeria caetensis är en orkidéart som beskrevs av Guido Frederico João Pabst. Octomeria caetensis ingår i släktet Octomeria och familjen orkidéer. Inga underarter finns listade i Catalogue of Life.